# آکیشیما، توکیو

نقشهٔ آکیشیما واقع در ناحیهٔ تامای توکیو

آکیشیما (به ژاپنی: 昭島市 Akishima) به یکی از بخش‌های منطقه تامای توکیو، پایتخت ژاپن گفته می‌شود. مساحت آن ۱۷٬۳۳ کیلومتر مربع است.